# Produktkonfigurator
Produktkonfiguratoren sind Computerprogramme, mit denen die Spezifikation von Produkten kundenindividuell für Angebote oder Bestellungen und Aufträge (Konsumgüter oder Investitionsgüter) erzeugt werden kann. Die Begriffe Konfigurator und Variantenkonfigurator werden hier oft synonym benutzt.

## Definition
Der Begriff Produktkonfigurator ist nicht einheitlich definiert. Die Bandbreite reicht von der Auswahl einfacher Produkteigenschaften, wie z. B. beim Kauf einer DVD, bis zu Systemen die automatisch alle Produktdaten wie 3D-CAD-Daten, Zeichnungen, Stücklisten, Angebote und Grafiken erzeugen.
Beispiele für Definitionen:

„Produktkonfiguratoren sind multifunktionale, rechnergestützte Systeme, die als Schnittstelle zwischen Vertrieb und wertschöpfungsnahen Funktionen stehen. Sie dienen zur informationstechnischen Wissens- und Aufgabenintegration mit dem Ziel, die Verkaufs- und Aufgabenabwicklungsprozesse effektiv und effizient zu unterstützen.“

„Die Produktkonfiguration beschreibt das Zusammensetzen eines Produktes aus vorgegebenen Produktkomponenten (sogenannte Selektion und Kombination) und die Selektion inhaltlicher Ausprägungen der Komponenteneigenschaften (sogenannte Parametrisierung) unter Einhaltung der Konfigurationsregeln. Die Konfigurationsmöglichkeiten ergeben sich aus den Selektions-, Kombinations- und Parametrisierungsmöglichkeiten eines Produktes eingeschränkt durch die Konfigurationsregeln.“

„Ein Produktkonfigurator ist ein Werkzeug, welches den Anwender bei der Auslegung (Selektion und Kombination) eines nach Eigenschaften (Anwendungsmerkmale und Ausprägungen) zusammensetzbaren Produktes wissensbasiert (Auswahl- und Beziehungswissen) unterstützt. Ein Produkt oder eine Dienstleistung wird schrittweise nach Eigenschaften (Kundensicht, Anwendungssicht) und Regeln (Baubarkeit) automatisiert zusammengestellt und die Prozesse zwischen Kunden, Vertrieb, Technik und ERP effektiv und effizient unterstützt. Die Anwendungsbereiche sind zu unterscheiden nach Angebotskonfiguration (z. B. Configure Price Quote), Entwicklung/Konstruktion (z. B. Design Automation) und ERP (z. B. Stücklistengenerierung).“

„Konfigurationssysteme stellen […] ein integrales Bindeglied zwischen Produktentwicklung, Fertigung und Kundenwunsch dar. Ausgestattet mit einer einfachen Benutzerschnittstelle leiten diese Systeme den Kunden (und ggfs. einen Mitarbeiter im Verkauf) durch die Erhebung der Bedürfnisinformation – und prüfen sogleich die Konsistenz sowie die Fertigungsfähigkeit der gewünschten Variante.“

“A product configurator is a tool which supports the product configuration process so that all the design and configuration rules which are expressed in a product configuration model are guaranteed to be satisfied.”

„Produktkonfigurator: Ein Werkzeug, das hilft ein Produkt so zu bestimmen, dass es vorgegebenen Eigenschaften genügt. Ein Produktkonfigurator kann auf verschiedene Weise erstellt werden, er kann speziell programmiert werden oder es kann ein Werkzeug zu seiner Erstellung benutzt werden. Die Software zur Erstellung eines Produktkonfigurators wird als Konfigurationssoftware bezeichnet.“

„Mit der ‚kundenindividuellen Massenproduktion‘ ist ein Trend zu beobachten, der Produkte hervorbringt, die trotz hoher Individualität zu Preisen angeboten werden, die nur mit Hilfe von Massenfertigungsverfahren zu erreichen sind. Diese Strategie setzt weitgehend modularisierte Produktstrukturen voraus, die zusätzlich Modifikationen und Änderungen an einzelnen vorentwickelten Produktkomponenten erlauben. Eine derartige Vorgehensweise, bei der die Festlegung des endgültigen Produkts als Zusammenstellung von vorentwickelten Komponenten erfolgt, wird als ‚Konfiguration‘ bezeichnet.“

## Einsatzgründe
Produktkonfiguratoren können gerade im Internet als entscheidender Wettbewerbsvorteil von produzierenden Unternehmen und Handel angesehen werden. Durch die Vorteile eines Produktkonfigurators (fehlerfreie Angebote, kurze Reaktionszeiten, Minimierung der Reklamationsrate, Steigerung der Kundenzufriedenheit) werden Produktivitätssteigerungen im gesamten Unternehmen erzielt.
Die Forderung der Märkte nach der Individualisierung von Produkten erfordert von produzierenden Unternehmen die Entwicklung und Produktion von Produkten, die auf die Kundenbedürfnisse zugeschnitten sind und die sich jeder Kunde nach seinen Wünschen individuell konfigurieren und bestellen kann. Die Lösung dieser Aufgabe ist für viele Unternehmen im Rahmen der Globalisierung überlebenswichtig, insbesondere, um Marktposition, Alleinstellungsmerkmale und nicht zuletzt ihr Preisniveau im internationalen Wettbewerb behaupten zu können. Die Beherrschung der Produktkomplexität und Variantenvielfalt, sowohl während der Auftragsgewinnung als auch in der Auftragserfüllung, sind dabei von entscheidender Bedeutung.
Die bisherige Möglichkeit, ein bestimmtes Produkt aus einer Vielzahl von Produktvarianten auszuwählen, ist heute oft nicht mehr ausreichend. Der Kunde (eine Privatperson oder ein Unternehmen) möchte über das Standardangebot an Varianten hinaus „sein“ maßgeschneidertes Produkt oder „seine“ individuelle Systemlösungen bestellen. Dabei wird er nur geringe Einbußen hinsichtlich Preis und Lieferzeit hinnehmen. Qualität und Service müssen mit den herkömmlichen massenproduzierten Produkten übereinstimmen. Anbieter müssen individuell auf Kundenanfragen reagieren und dabei in der Lage sein, technisch geklärte Angebote schnellstmöglich zu kalkulieren, bei denen sichergestellt ist, dass diese kosten- und qualitätskonform gefertigt und termintreu geliefert werden können.
Dieser Marktforderung nach Individualisierung (hohe äußere Varianz) steht aber auch der unternehmensinterne Zwang zur Standardisierung (geringe interne Varianz) entgegen. Der Zielkonflikt kann mit Methoden und Automatisierungslösungen zur Realisierung von Individualisierter Massenfertigung (mass customization) und kundenindividueller Serienfertigung gelöst werden. Dazu zählen unter anderem sinnvoll strukturierte und modularisierte Produkte die in Baukästen oder Plattformen organisiert sind. Produktordnungssysteme erlauben das schnelle Auffinden und Verwenden von Produktdaten. Abteilungsübergreifendes Produkt-Wissensmanagement macht konstruktives Know-how zum Beispiel im Vertriebsprozess verfügbar. Interaktive Konfigurationssysteme erfassen regelbasiert die Spezifika/Merkmale von Produkten. In der Automobilindustrie ergeben sich durch die Vielzahl der Ausstattungsmöglichkeiten bis zu einer Quintillion Produktvarianten. Eine konsistente Variantenbildung kann durch eine boolesche Produktdefinition unterstützt und extrem vereinfacht werden.
Mit diesen Maßnahmen lässt sich eine optimale Varianz und Individualität für den Markt erzielen und dennoch die innerbetriebliche Varianz und Teilevielzahl reduzieren. Eine Individualisierung wird so ohne Minderung der Produktivität möglich. Ziel ist es, dem Kunden extrem schnell eine kostengünstige, qualitätsoptimierte, individuelle Lösung anzubieten, die intern im Wesentlichen „aus der Schublade gezogen“ wird.

## Aufgaben
Die von einem Produktkonfigurator bearbeiteten Aufgaben werden durch folgende Faktoren beeinflusst:
- Geschäftsprozesse
- Benutzertypen
- Problemklasse bzw. Fertigungsansatz
- Zusätzliche IT-Funktionen
- Integration in die bestehende Systemlandschaft
- Vitalität des Produkts

### Geschäftsprozesse
Prinzipiell ist ein Produktkonfigurator geeignet, Geschäftsprozesse vollständig und ohne weiteren Benutzereingriff zu automatisieren. Hier stehen folgende Geschäftsprozesse im Vordergrund:
- Auftragsgewinnungsprozess (Produktvermarktung, Vertrieb, Verkauf, Akquisition, Kundengewinnung, …)
- Auftragserfüllungsprozess (Auftragsabwicklung, Konstruktion, Arbeitsvorbereitung, …).

#### Auftragsgewinnungsprozess
Bei der Produktfindung wird ausgehend von den Anforderungen des Kunden das geeignete Produkt oder die geeignete Produktgruppe bestimmt. Bei dieser Aufgabe kommen typischerweise elektronische Produktkataloge mit Suchmöglichkeiten und sogenannte „Produktratgeber“ oder „Produktfinder“ zum Einsatz. Die Unterstützung in der Produktfindung ist besonders für Nicht-Produktexperten wie neue Vertriebsmitarbeiter oder Endkunden von Interesse. Im vertrieblichen Einsatz reduziert eine gute Produktfindung die Einarbeitungszeit neuer Mitarbeiter und ebenso die Markteinführungszeit für neue Produkte.
Ergebnis der vertrieblichen Produktkonfiguration ist ein Angebotsdokument, das an den Kunden geschickt werden kann. Inhaltlich müssen dazu folgende Aufgaben bearbeitet werden:
- technisch korrekte und vollständige Produktspezifikation,
- kaufmännische Angebotskalkulation,
- Angebotsdokumenterstellung,
- Technische Dokumentation,
- Produktvisualisierung.

Der Einsatz der vertrieblichen Produktkonfiguration wirkt sich primär auf die Performanz des Vertriebs (geringere Bearbeitungszeit, höherer Durchsatz) und die Fehlerreduktion (technisch korrekte und vollständige Spezifikation, mit richtigem Preis) aus.

#### Auftragserfüllungsprozess
Die fertigungsorientierte Produktkonfiguration unterstützt bei der Auftragserfassung und der Auftragsabwicklung. Wird diese losgelöst vom Vertrieb betrieben, so übernimmt diese auch die Aufgabe der Auftragsklärung, bei einer Kopplung wird diese Aufgabe von der vertrieblichen Produktkonfiguration bereits bearbeitet. Ergebnis der fertigungsorientierten Produktkonfiguration sind alle fertigungsrelevanten Informationen. Die Fehlervermeidung durch den Einsatz eines Produktkonfigurators zur Erzeugung der fertigungsrelevanten Informationen kann die Auftragsbearbeitungszeit deutlich reduzieren, da zeitraubende Rückfragen beim Kunden im Vorfeld vermieden werden können.
Der Einsatz der fertigungsorientierten Produktkonfiguration wirkt sich primär auf die Performanz der Konstruktion und Arbeitsvorbereitung (geringere Bearbeitungszeit, höherer Durchsatz) und die Fehlerreduktion (technisch korrekte und vollständige Produktionsdaten) aus.
Eine besondere Bedeutung hat die nahtlose Verbindung beider Prozesse. Im Internet konfiguriert z. B. ein Geschäftskunde ein maßgeschneidertes Produkt und nach dessen Bestellung laufen alle Geschäftsprozesse bis zur Produktion und Auslieferung ohne jeden Medienbruch vollautomatisch ab. Eine zentrale Anwendung orchestriert dabei alle beteiligten DV-Systeme. In diesem Zusammenhang spricht man auch von 3D-basierten Geschäftsprozessen, wenn das Produkt in allen Phasen objektorientiert und interaktiv in 3D visualisiert und bearbeitet wird.

### Benutzertypen
Wichtig ist ebenfalls, welche Benutzertypen mit dem Produktkonfigurator arbeiten sollen. Hierbei kann man unterscheiden zwischen
- Kunden und Interessenten,
- Vertrieb (Vertriebspartner, Vertriebsaußendienst, Vertriebsinnendienst, Handelspartner, …),
- Technik (Projektierung, Konstruktion, technisches Büro, Arbeitsvorbereitung, …).

Die Gestaltung der Oberfläche wird für den Kunden anders ausfallen als für den Innendienstmitarbeiter, der Kunde benötigt eine ansprechende Oberfläche mit der Möglichkeit, Erklärungen anzufordern, während der Innendienstmitarbeiter Wert auf effiziente Bedienbarkeit legt. Der Vertriebsmitarbeiter sieht andere kaufmännische Informationen als der Vertriebspartner. Dem einen werden Herstellungskosten angezeigt, während der andere lediglich Listenpreise zu sehen bekommt. Unterschiede können auch in der Funktionalität liegen, der Innendienstmitarbeiter kann gegenüber dem Vertriebsmitarbeiter eine erweiterte Menge von Komponenten zur Auswahl haben. Für Kunden werden zunehmend auch Online-Produktkonfiguratoren geschaffen, in denen die Kunden ihr persönliches Produkt zusammenstellen und beim Anbieter direkt bestellen können.

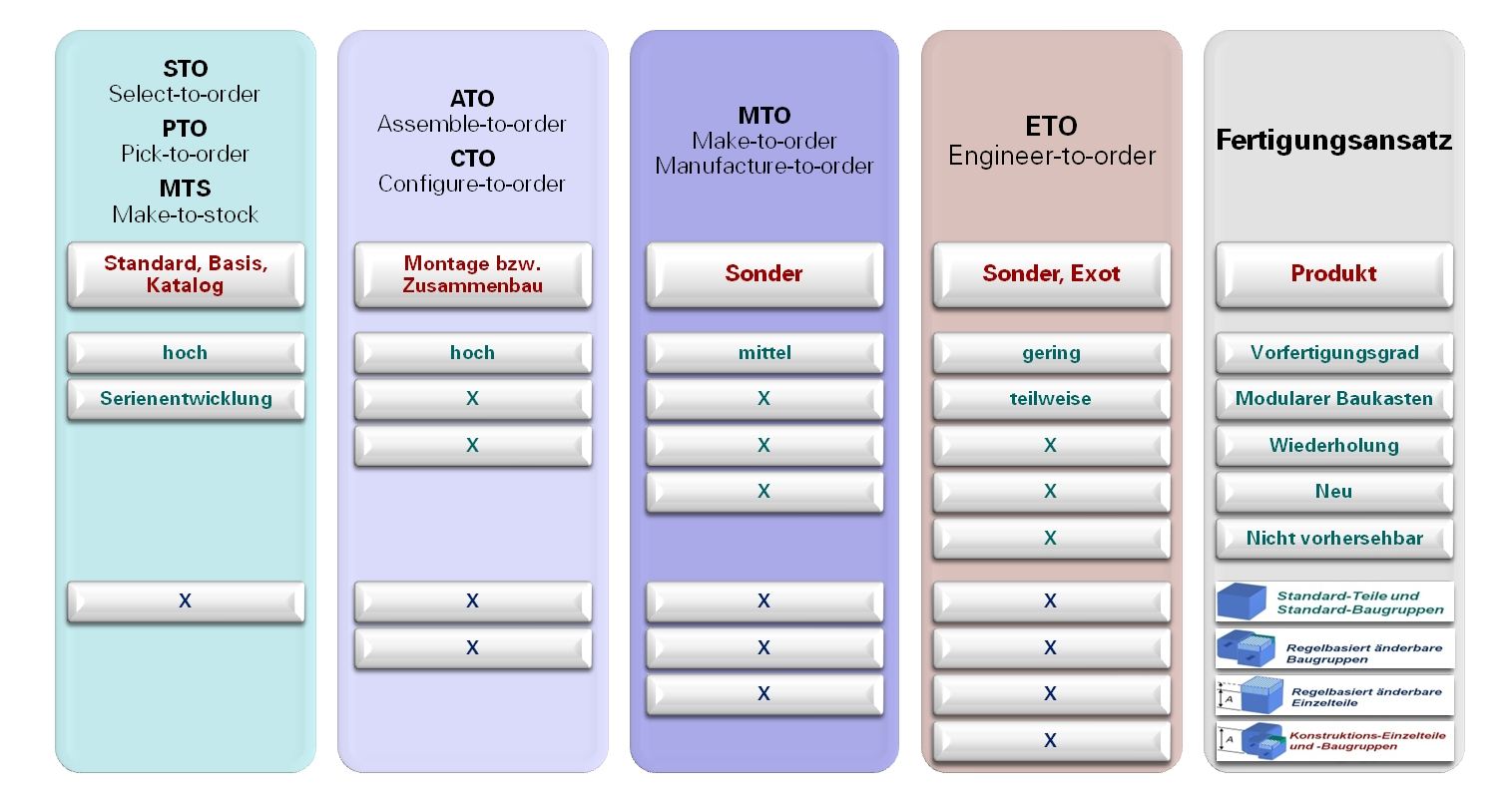
Fertigungsansätze und Produktkonfiguration: Wie ist der Vorfertigungsgrad, gibt es einen modularen Baukasten, werden Komponenten wiederholt verwendet, entstehen neue Komponenten, sind Produktmerkmale nicht vorhersehbar? – Welche Objektarten kommen in der Fertigungsansätzen vor?

### Problemklasse bzw. Fertigungsansatz
Die Schwierigkeit bei Konfigurationsproblemen liegt darin, dass die einzelnen Komponenten nicht unabhängig voneinander gewählt werden können, sondern in vielfältigen Abhängigkeiten zueinander stehen. Zur Charakterisierung der Komplexität der Aufgabe werden gerne die folgenden Klassifikationen (von Fertigungsansätzen) zur Hilfe genommen.
„Pick-to-order“ (PTO)Die einzelnen Komponenten des Produkts (Angebots) werden unabhängig voneinander, ohne Unterstützung durch den Produktkonfigurator, ausgewählt. Eventuelle Abhängigkeiten zwischen den Komponenten werden durch den Benutzer berücksichtigt. Es ist kein konstruktiver Aufwand notwendig.
„Configure-to-order“ (CTO)Ab CTO handelt es sich um „richtige“ Konfigurationsprobleme. Bei der Berücksichtigung der Abhängigkeiten ist ein Software-Werkzeug äußerst hilfreich. Es ist kein konstruktiver Aufwand notwendig.
„Assemble-to-order“ (ATO)Spezialfall einer CTO-Aufgabe. Die Komponenten des Produkts können nicht unabhängig voneinander gewählt werden, Abhängigkeiten sind zu berücksichtigen. Die möglichen Komponenten sind festgelegt, sie liegen beispielsweise vorgefertigt auf Lager. Eine neue Anordnung bestehender Komponenten (neue Baugruppe) erfordert einen geringen konstruktiven Aufwand.
„Make-to-order“ (MTO)Ebenfalls Spezialfall einer CTO-Aufgabe bei der Abhängigkeiten zu berücksichtigen sind. Die Komponenten können jedoch noch parametriert und/oder in der Baustruktur verändert werden. Neue, regelbasiert entstandene Komponenten und neue Anordnungen aus neuen und bestehenden Komponenten erfordern einen höheren konstruktiven Aufwand.
„Engineer-to-order“ (ETO)Die zum Einsatz kommenden Komponenten sind nicht notwendigerweise alle vorher bekannt. Aufgrund der Abhängigkeiten können ihre charakterisierenden Eigenschaften bestimmt werden, so dass sie im Auftragsfall konstruiert werden können. Neue, regelbasiert entstandene Komponenten und neue Anordnungen aus neuen und bestehenden Komponenten, sowie komplette Neukonstruktionen erfordern einen sehr hohen konstruktiven Aufwand.

### Zusätzliche IT-Funktionen
Für den Einsatz werden neben der „reinen“ Produktkonfiguration weitere IT-Funktionen benötigt.
Ein Produktkatalog („Repository“) kann bei der Zusammenstellung der Angebotspositionen unterstützen. Bei einer PTO-Aufgabenstellung kann sogar der Produktkonfigurator ganz entfallen; es wird dem Nutzer überlassen, welche Positionen er zusammenstellt. Häufig findet man auch eine enge Kopplung zwischen Katalog-Funktionen und Konfigurator-Funktionen. Der Katalog hilft bei der Bestimmung einer Produktgruppe, die durch einen Konfigurator spezifiziert ist. Die Konfiguration wird aus dem Katalog aufgerufen. Umgekehrt kann auch der Katalog aus der Konfiguration aufgerufen werden, um dem Nutzer einen Teilbereich zur Auswahl anzubieten.
Das Ergebnis kann zum Beispiel in einem Kalkulationsmodul („Warenkorb“) abgelegt werden. Dort kann die inhaltliche Zusammenstellung und die kaufmännische Kalkulation erfolgen, sofern sie nicht schon parallel zur Konfiguration erfolgt ist.
Funktionen zur Dokumentengenerierung erzeugen daraus die angeforderten Dokumente. Der Nutzer entscheidet über die Art des Dokuments, gegebenenfalls wird das Layout über zusätzliche Druckoptionen variiert.
Die 3D-Visualisierung („Vorschau“) eines individuellen Produktes zur Laufzeit der Konfiguration unterstützt den Anwender optimal bei der Auswahl seiner Merkmale durch ein sofortiges visuelles Feedback. Dadurch wird die Konfiguration für den Anwender zu einem Erlebnis.

### Integration in die bestehende Systemlandschaft
Ein Produktkonfigurator sollte nicht als Insellösung betrieben werden, sondern in die bestehende Systemlandschaft integriert werden. Die technischen Rahmenbedingungen entscheiden, ob es günstiger ist, die Funktionsmodule einzeln oder als eine geschlossene Anwendung zu integrieren.
Ist ein CRM-System im Einsatz, so werden dort die Informationen über Kunden und Vertriebsprojekte verwaltet. Über die Schnittstelle zum CRM-System werden dem Produktkonfigurator alle relevanten Informationen zur Verfügung gestellt. Dies umfasst typischerweise Kontakt- und Adressdaten, kundenspezifische Rabattsätze etc.
Zur Integration mit einem ERP-System wird zwischen zwei verschiedenen Schnittstellen unterschieden. Eine Schnittstelle zum ERP-System dient zur Übergabe von Auftragsdaten. In Szenarien ohne CRM-System erfolgt manchmal auch die Angebotsverwaltung im ERP-System, dann werden auch die Angebotsdaten über diese Schnittstelle übertragen.
Die zweite Schnittstelle zum ERP-System ist wichtig für die Modellierung. Über sie werden Artikelstammdaten aus dem ERP-System mit dem Produktkonfigurator synchronisiert. Über diese Schnittstelle kann auch der Katalog mit Artikelstammdaten aus dem ERP-System gefüllt werden.
Eine Schnittstelle zum CAD-System kann ein- oder zweiseitig betrieben werden. Oftmals ist eine Visualisierung der Konfigurationsergebnisse in einer 2D- oder auch 3D-Darstellung sinnvoll. Dazu werden die Daten der Konfiguration, entweder am Ende des Konfigurationsprozesses oder auch mitlaufend, an das CAD-System übermittelt, wo die entsprechende Darstellung generiert wird. Als zusätzlicher Service können die so erzeugten 2D- oder 3D-Modelle dem Kunden mit geliefert werden. Eine noch engere Kopplung kann bei ETO-Aufgabestellungen sinnvoll sein, dort kann das CAD-System als Eingabeoberfläche für den Konfigurator genutzt werden.
Je nach Einsatzszenario werden noch weitere Schnittstellen benötigt. Verbreitet ist beispielsweise die Integration mit einem Content-Management-System, um Texte und Grafiken für Katalog und Konfiguration zu integrieren oder eine Integration mit einem PLM/PDM-System. Sinnvoll ist auch die Anbindung ans Internet, zum Beispiel an einen Online-Shop. Teilweise ist der Produktkonfigurator auch direkt online verfügbar, sodass die Kunden über den Produktkonfigurator ihre gewünschten Produkte selbst zusammenstellen können. Dies ist beispielsweise bei Druckerzeugnissen oft der Fall. Die Informationen werden dann oft in das zugrundeliegende ERP-System abgeglichen, sodass bei der Übertragung nur wenig manueller Aufwand anfällt.
Für einen konkreten Anwendungsfall müssen nicht alle dargestellten Module voll ausgeprägt sein. Soll beispielsweise ausschließlich der Innendienst bei der Auftragsbearbeitung unterstützt werden, so können viele der beschriebenen Funktionen von Modulen des ERP-Systems übernommen werden.
Darüber hinaus ist Excel ein sehr beliebtes Werkzeug, um Produkt- und Beziehungswissen zu speichern und für andere Anwendungen bereitzustellen (Kopieren und Einfügen). Aber je mehr Varianten und Details in Excel gepflegt werden müssen, desto weniger übersichtlich und handhabbar ist dieses Werkzeug. Deshalb sollten Exceldaten in Konfiguratoren importiert werden können.
Produktspezifische Berechnungs- und Auslegungsprogramme werden von vielen Unternehmen in der Anwendungstechnik betrieben. Diese Programme müssen in den Konfigurationsprozess ebenfalls integriert werden können.

### Produktänderungen
Viele Produkte werden im Laufe der Zeit in ihrer Zusammensetzung, ihrem Aussehen und Eigenschaften geändert, technisch verbessert und den Markt- und Kundenbedürfnissen angepasst. Deshalb muss das Produktwissen für den Produktkonfigurator ständig gepflegt und die Änderungen in geeigneter Weise abgebildet werden. Deshalb sollte ein Konfigurator das Produkt nicht nur statisch, sondern dynamisch, im Zeitverlauf abbilden können. Dazu müssen die Produktmerkmale durch einen Einsatz- und einen Entfalltermin zeitlich abgegrenzt werden. Die zeitliche Abgrenzung („Gültigkeit“) von Produktmerkmalen kann auf zwei Arten erfolgen: entweder es werden zur Abgrenzung Kalenderdaten eingeben oder es werden Änderungsschlüssel eingegeben, die dann über eine Referenztabelle kalenderbezogenen terminiert werden.
Ändern sich hingegen Produkteigenschaften sehr selten, liegt der Aufwand in der erstmaligen Erfassung des Produktwissens. Der Aufwand der Pflege ist vergleichsweise gering. Bei komplexen Produkten, wie dies im Automobilbau der Fall ist, kann die Anzahl der zu pflegenden Merkmale und Merkmalsbeziehungen jedoch sehr umfangreich werden. Hier müssen die Produkte über viele Jahre mit allen Kombinationsmöglichkeiten gepflegt werden. Eine besondere Aufgabe ist es dabei, die hunderte von Restriktionen zwischen den Merkmalen konsistent zu pflegen.
Der Pflegeaufwand ist zudem auch ein wichtiger Kostenfaktor. Daher sollte die Pflege der Merkmale, Kombinationsmöglichkeiten und der Restriktionen durch ein geeignetes Werkzeug unterstützt werden. Die Produktexperten sollten selbstständig das Produktwissen im Konfigurator einpflegen und aktualisieren können und nicht auf den Softwareanbieter angewiesen sein.

## Arten

### Im Bereich der Konsumgüter
Konfiguratoren im Bereich der Konsumgüter (Business-to-Consumer, B2C) werden eingesetzt, um eine sogenannte Mass Customization zu realisieren. Darunter versteht man eine kundenindividuelle Massenproduktion. Ziel ist es, kundenindividuelle Produkte herzustellen, allerdings zu Kosten, die nicht höher oder nur geringfügig höher sind als die Kosten für in einer klassischen Massenproduktion hergestellte Standardprodukte. Typische Produkte, die konfiguriert werden können, sind Autos, Fahrräder, Computer, Möbel und Bekleidung.

Im Automobilbau mit seinen komplexen und variantenreichen Endprodukten kann die korrekte Produktdefinition für den Kunden mitunter sehr schwierig werden. Zwischen den vielen unterschiedlichen Merkmalen (Ausstattungen) eines Fahrzeuges bestehen je Land bzw. Absatzmarkt und Fahrzeugmodell zahlreiche unterschiedliche Abhängigkeiten und Restriktionen bzw. Constraints. So sind bestimmte Ausstattungskombinationen „verboten“ (z. B. Dachreling mit Falt- oder Schiebedach) oder es müssen bestimmte Ausstattungkombinationen gewählt werden (z. B. eine stärkere Batterie bei der Auswahl einer Klimaanlage). Auch gesetzliche Vorschriften können bestimmte Merkmale und Merkmalskombinationen 'erzwingen'. Für eine korrekte Fahrzeugbestellung ist deshalb ein Fahrzeugkonfigurator (car configurator) sowohl für den Kunden wie auch für den Hersteller von Vorteil. Dieser Konfigurator hilft dem Kunden bei der Auswahl der gewünschten Ausstattungsmerkmale und weist ihn auf die zulässigen und/oder unzulässigen Merkmalskombinationen hin.
Als Ergebnis der Konfiguration erhält der Kunde ein individuelles Angebot, das meist begleitend mit weiteren Informationen wie Bildern, Grafiken usw. zur Verfügung gestellt wird. Die Betreiber dieser Konfiguratoren können das Nachfrageverhalten auswerten und ihr Produktangebot entsprechend steuern und anpassen. Bestellt der Kunde, so können die Konfigurationsdaten (im günstigsten Fall) im Auftragserfüllungsprozess weiterverarbeitet werden. In vielen Fällen sind die Konfiguratoren im Internet an sogenannte Shop-Systeme angebunden, in denen die Produkte auch gleich bestellt werden können.
Weiterführend zu Produktkonfiguratoren für Endkunden siehe C. Scheer: Kundenorientierter Produktkonfigurator (2006).

### Im Bereich der Investitionsgüter
Typische Produkte im Bereich der Investitionsgüter (Business-to-Business, B2B), die konfiguriert werden, sind:
- Komponenten von Konsumgütern
- Antriebssysteme (Motoren, Getriebe, Bremsen, Wellen, Kupplungen, Lager, …)
- Automatisierungssysteme und Handhabungssysteme (Linearsysteme, Drehtische, Greifer, Schwenkeinheiten, Roboter, Portale, …)
- Fördersysteme (Aufzüge, Krane, Palettierer, Fahrtreppen, Transportbänder, …)
- hydraulische und pneumatische Systeme (Zylinder, Steuerblöcke, …)
- Betriebsmittel (Anlagen, Maschinen, Vorrichtungen, Werkzeuge, …)
- Großkücheneinrichtungen (Herde, Pfannen, Arbeitsplatten, Spüler, Abzüge, …)
- energietechnische Systeme (Trafos, Verdichter, Generatoren, …)
- Schaltschränke, Stecker, Kupplungen, Verbinder, Verteiler, …

Die Betreiber dieser Konfiguratoren können, soweit die Systeme im Internet betrieben werden, das Nachfrageverhalten auswerten und ihr Produktangebot entsprechend steuern und anpassen. Bestellt der Kunde, so können die Konfigurationsdaten teilweise oder vollständig im Auftragserfüllungsprozess weiterverarbeitet werden.

#### CAS-zentrische Konfiguratoren
Computer Aided Selling (CAS)-Konfiguratoren kommen meist dann zur Anwendung, wenn komplexe Produkte mit vielen Optionen konfiguriert werden sollen. Ziel ist es, aus dem verfügbaren Spektrum an Komponenten und Optionen eine oder mehrere baubare Varianten (Alternativen) abzuleiten und zu bewerten und dafür jeweils einen Preis zu ermitteln. Ein Beispiel dafür sind die Fahrzeug-Konfiguratoren der Automobilhersteller, die im Internet verfügbar sind (s. unten).
Im Vordergrund steht hier die schnelle und akkurate Reaktion auf Kundenanfragen im technischen Vertrieb in Form von Angeboten und sonstigen im Vorfeld der Auftragsabwicklung notwendigen Daten und Informationen.
Diese Systeme bieten oft auch folgende CRM-Funktionen:
- Kunden- und Ansprechpartnerverwaltung
- Kontaktmanagement
- Dokumentenmanagement
- Projekt-/Objektverwaltung
- Angebotsverwaltung
- Verkauf im Internet (Shop)
- Angebotserstellung
- Preislisten
- Auftragsbestätigung
- Datenaustausch (Replikation) zwischen Innen- und Außendienst
- Auftragsgenerierung
- Statistiken und Auswertungen

Folgende Produktdaten werden erzeugt:
- Angebote
- Variantenstücklisten
- Arbeitspläne

Anwender dieser Technologie sind:
- Kunden und Interessenten
- Vertriebsmitarbeiter (Außendienst und Innendienst)

Der Mehrwert dieser Systeme liegt in einer Verbesserung der Wettbewerbsfähigkeit durch:
- die drastische Reduktion des Zeitbedarfs zur Erstellung von kundenspezifischen Angeboten,
- schnellere Reaktion auf individuelle Kundenwünsche,
- vollständige und einheitliche Angebote und
- die Wiederverwendung von Teilen und Komponenten.

#### ERP-zentrische Konfiguratoren
Enterprise-Resource-Planning- (ERP)-Konfiguratoren kommen meist dann zur Anwendung, wenn komplexe Produkte mit vielen Eigenschaften konfiguriert werden sollen, wie dies in der Automobilindustrie der Fall ist, wo jeder Fahrzeughersteller seinen eigenen Fahrzeug-Konfigurator hat. Der Konfigurator selber beschreibt nur die kundenrelevanten Produkteigenschaften und keine Komponenten des Produktes; diese werden in einer separaten konfigurierbaren Stückliste abgebildet. Erst durch die „Auswertung“ der Eigenschaften des konfigurierten Produktes können dann die jeweilige gültigen Komponenten aus der Maximal- bzw. Komplex-Stückliste ermittelt werden. Voraussetzung dafür ist jedoch, dass die Produktkonfiguration, d. h. gewählten Eigenschaften des Produktes, miteinander kombiniert werden dürfen, da zwischen den Eigenschaften verschiedene Restriktionen vorhanden sind. Bei einer Produktdefinition gibt es Eigenschaften, die sich implizit oder explizit ausschließen: so darf bei einem PKW jeweils nur ein (Verbrennungs-)Motor und jeweils ein Getriebe gewählt werden, die Motoren bzw. Getriebe untereinander schließen sich jeweils implizit gegenseitig aus. Außerdem darf aber nicht jeder Motor mit jedem Getriebe kombiniert werden; die Kombinationen von Motor und Getriebe, die technisch nicht sinnvoll sind oder (noch) nicht entwickelt wurden, müssen dagegen explizit verboten werden, um eine gültige und baubare Produktvariante zu erhalten und die richtigen Komponenten ableiten zu können.
Hersteller von ERP-Systemen müssen für einen solchen ERP-Produktkonfigurator auch ein passendes Stücklisten-System anbieten, bei dem die Produktkomponenten mit der Produktkonfiguration in Beziehung gebracht werden können. Dieses sog. „Beziehungswissen“ stellt die Verbindung zwischen der Stückliste und der Produktkonfiguration her und kann – in Abhängigkeit von der Art der Produktdefinition – unterschiedlich formuliert werden. Bei einer sog. „idealen Produktdefinition“ kann das Beziehungswissen in Form von booleschen Ausdrücken formuliert werden, die eine besonders kompakte Ausdrucksweise darstellen. Dafür eignen sich insbesondere Komplex-Stücklisten und Maximalarbeitspläne. Alternativ gibt es ERP-Systeme, die auf Basis von Minimalstücklisten oder Minimalarbeitsplänen mit Formelgeneratoren zur Abbildung von Expertenwissen arbeiten, wie beispielsweise Oxaion oder UPOS. Insbesondere SAP, Axapta, unipps und proALPHA siedeln ihre entsprechenden Produkte im Bereich von Product-Lifecycle-Management (PLM), Customer-Relationship-Management (CRM) und Supply-Chain-Management (SCM) an.
Das Ergebnis einer konkreten Produktkonfiguration ist dann eine produktspezifische Stückliste bzw. Arbeitsplan, die im Wesentlichen der Produktions-, Material- und Ressourcenplanung sowie der genauen Produktionssteuerung dienen (s. Just-in-sequence-Produktion).
Anwender und Nutzer sind u. a.:
- Produktionsplanung
- Fertigungsvorbereitung und -steuerung
- Logistik / Disposition
- Beschaffung
- Ersatzteildienst

#### ERP-zentrische Konfiguratoren mit CAD-Automation
Enterprise-Resource-Planning- (ERP)-Konfiguratoren kommen meist dann zur Anwendung, wenn komplexe Produkte mit vielen Optionen und in unterschiedlichen Größenausprägungen (die zuvor noch nicht definiert waren) konfiguriert werden sollen. Ziel ist es, aus dem verfügbaren Spektrum an Komponenten und Optionen eine baubare Variante abzuleiten und dafür auch automatisch die CAD-Daten zu erzeugen.
Bei technisch komplexen und variantenreichen Produkten – wie dies in der Automobilindustrie der Fall ist – kann die korrekte Definition eines Erzeugnisses für den Kunden mitunter sehr schwierig werden. Zwischen den vielen unterschiedlichen Merkmalen eines Fahrzeuges bestehen oftmals zahlreiche Abhängigkeiten, die als „Gebote“ oder „Verbote“ ausgedrückt werden können. So sind bei einem Fahrzeug bestimmte Motor-Getriebe-Kombinationen „verboten“ oder es müssen ganz bestimmte Ausstattungs-Kombinationen gewählt werden, z. B. eine stärkere Batterie bei der Auswahl einer Klimaanlage. Um eine eindeutige und korrekte Definition eines Fahrzeuges zu erhalten, ist der Einsatz eines Fahrzeugkonfigurators nicht nur für den Kunden, sondern auch für den Händler, Importeur und den Fahrzeughersteller selber sinnvoll. Der Produktkonfigurator hilft dem Kunden bei der Auswahl der zulässigen Merkmale und weist ihn auf die unzulässigen Merkmalskombinationen hin bzw. verhindert diese. Für die Erstellung eines Konfigurators ist eine logische Produktdefinition als ideale Boolesche Algebra hilfreich, da diese eine konsistente Produktdefinition gewährleistet und die Beschreibung und Eingabe von Restriktionen erleichtert.
Die Algebra kann „mehrstufig“ aufgebaut sein, d. h. mehrmals mehrere Untermengen enthalten, wodurch unterschiedliche mächtige Regeln formuliert und Restriktionen auch vererbt werden können.
Die Erzeugung der Stückliste für ein einzelnes Produkt erfolgt nach der Konfiguration des Endproduktes aus einer Maximal- bzw. Komplex-Stückliste. Anhand der jeweiligen Produktdefinition wird eine produktindividuelle Stückliste generiert, die nur noch die jeweiligen Baugruppen und Teile des konfigurierten Produktes enthält. Um nicht zu viele oder zu wenig Teile auszuwählen, ist die korrekte Produktkonfiguration bzw. -definition eine unabdingbare Voraussetzung. Über die so generierte produktindividuelle Stückliste kann dann die Verbindung zu den jeweiligen CAD-Daten hergestellt werden. Die Generierung der jeweiligen Arbeits- und Montagepläne erfolgt ebenfalls auf Basis der produktspezifischen Stückliste, da hierfür die konkreten Baugruppen- und Teilevarianten bekannt sein müssen.
Folgende Dokumente werden mit Hilfe und auf Basis des Produktkonfigurators erzeugt:
- Kundenbestellung mit der individuellen Produktdefinition für den Handel und Vertrieb
- Produktionsauftrag (für die Produktion, Montage)
- individuelle Variantenstückliste (für den Einkauf, Logistik, Fertigung, Ersatzteildienst)
- spezifische Arbeits- und Montagepläne (für die Fertigung und Qualitätssicherung),
- zusätzlich alle Daten, die auch CAD-zentrische Konfiguratoren generieren (für Produktion, Qualitätssicherung und Konstruktion).

Anwender dieser Konfigurator-Technologie sind:
- interne Anwender in der Prozesskette des Anbieters (Konstrukteur, Produktionsplaner, Logistiker, Einkäufer)
- Außendienst des Anbieters (Händler, Importeure, Verkäufer),
- Kunden des Anbieters (Käufer, Händler, Importeure, Unternehmer).

#### CAD-zentrische Konfiguratoren
Konstruktive Tätigkeiten mit 3D-CAD-Systemen fallen in unterschiedlichen Bereichen an. In der Produktentwicklung werden neue Produkte auftragsneutral konstruiert. Die hier generierten CAD-Daten werden häufig auch zur Visualisierung in auftragsneutralen Marketingmedien genutzt (z. B. Internet, Kataloge, Produktblätter).
In der Auftragsgewinnung ist in vielen Fällen (insbesondere bei Sonderwünschen des Kunden) eine vertriebsbegleitende Konstruktion mit vertriebsgerechtem Detaillierungsgrad bereits vor Auftragserteilung erforderlich, um dem Kunden sein individuelles Produkt zu visualisieren, Angebote zu illustrieren, eine technische Klärung herbeizuführen oder dem Kunden CAD-Modelle – etwa für dessen eigene CAD-Einbauuntersuchungen – zur Verfügung zu stellen.
Nach Auftragserteilung fallen ggf. weitere konstruktive Tätigkeiten an, um fertigungsgerecht detaillierte Produktunterlagen zu erstellen (Zeichnungen, NC-Programme etc.). Die modernen 3D-CAD-Systeme bieten umfangreiche Möglichkeiten, konstruktive Tätigkeiten zu automatisieren. Prinzipbedingt ist jedoch eine durch einen Konfigurator ferngesteuerte, regelbasierte Konstruktion (CAD-Automation) nachweislich um Faktoren schneller.
Computer Aided Design (CAD)-Konfiguratoren kommen meist dann zur Anwendung, wenn komplexe Produkte aus vielen Komponenten und mit vielen Optionen, sowie unterschiedlichen Anordnungen konfiguriert werden sollen. Ziel ist es, aus dem verfügbaren Spektrum an Komponenten und Optionen eine baubare Variante abzuleiten und diese wenn nötig, automatisch um neue Komponenten und/oder Anordnungen zu ergänzen.
Bei CAD-Konfiguratoren steht die Verwendung des aus der Produktkonfiguration entstandenen, parametrischen 3D-Datenmodells, von zugehörigen Zeichnungen und weiterer technologischer Daten entlang der gesamten Prozesskette vom Marketing bis zur Montage des Produktes im Vordergrund. Erreicht wird die durch Methoden der CAD-Automation.
Die generelle Idee ist, auch die in Industrieunternehmen vorhandenen, parametrischen 3D-CAD-Systeme sowie existierende Berechnungs- und Auslegungsprogramme für die Produktkonfiguration zu verwenden. Darüber hinaus können meist auch ERP-, PDM- und CRM-Systeme über Schnittstellen mit eingebunden werden. Der Konfigurator dient dabei als Fernsteuerung der genannten Systeme und Programme.

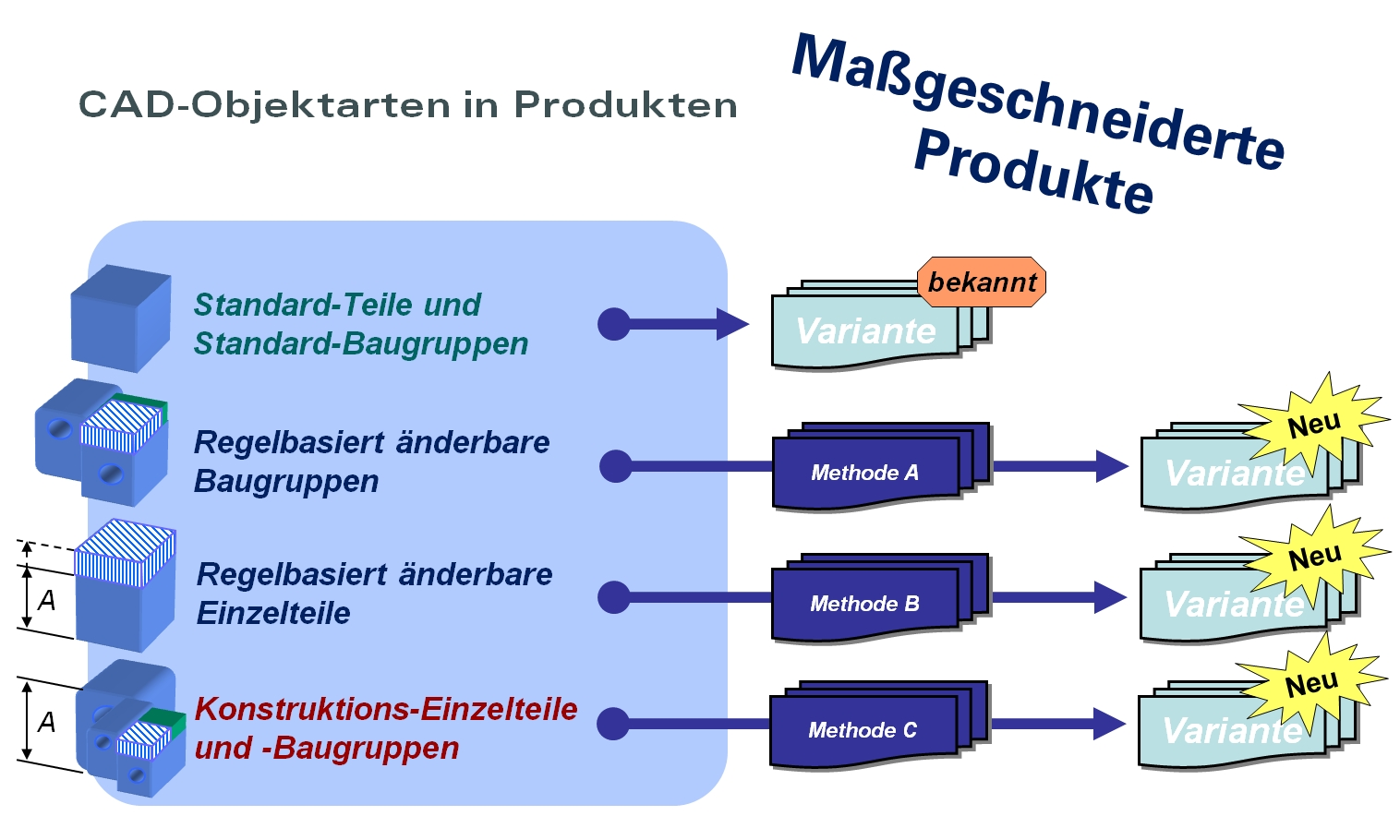
CAD-zentrische Produktkonfiguration, Objekte in maßgeschneiderten Produkten

Diese Produktdaten stehen am Ende einer Produktkonfiguration auf der Basis von 3D-CAD-Daten zur Verfügung:
- native und neutrale 3D-CAD-Baugruppen (Autodesk Inventor, CATIA, SolidWorks, Solid Edge, Unigraphics, STEP, IGES, STL, VRML, eDrawing, …)
- native und neutrale 3D-CAD-Einzelteile (Autodesk Inventor, CATIA, Pro/ENGINEER, SolidWorks, Solid Edge, Unigraphics, STEP, IGES, STL, VRML, eDrawing, …)
- native und neutrale CAD-Zeichnungen (CAD, IGES, DXF, DWG, TIFF, EPS, eDrawing, …)
- Angebote, Verträge und Produktbeschreibungen (Textverarbeitung und PDF)
- Stücklisten (ASCII, Tabellenkalkulation und PDF)
- Auslegungsdaten (ASCII, Tabellenkalkulation und PDF)
- Bilder und Grafiken (PDF mit U3D, JPEG, GIF, BMP, TIFF, EPS, …)

Anwender dieser Technologie sind:
- Kunden und Interessenten,
- Vertriebsmitarbeiter (Außendienst und Innendienst),
- Konstrukteure und Projektierer.

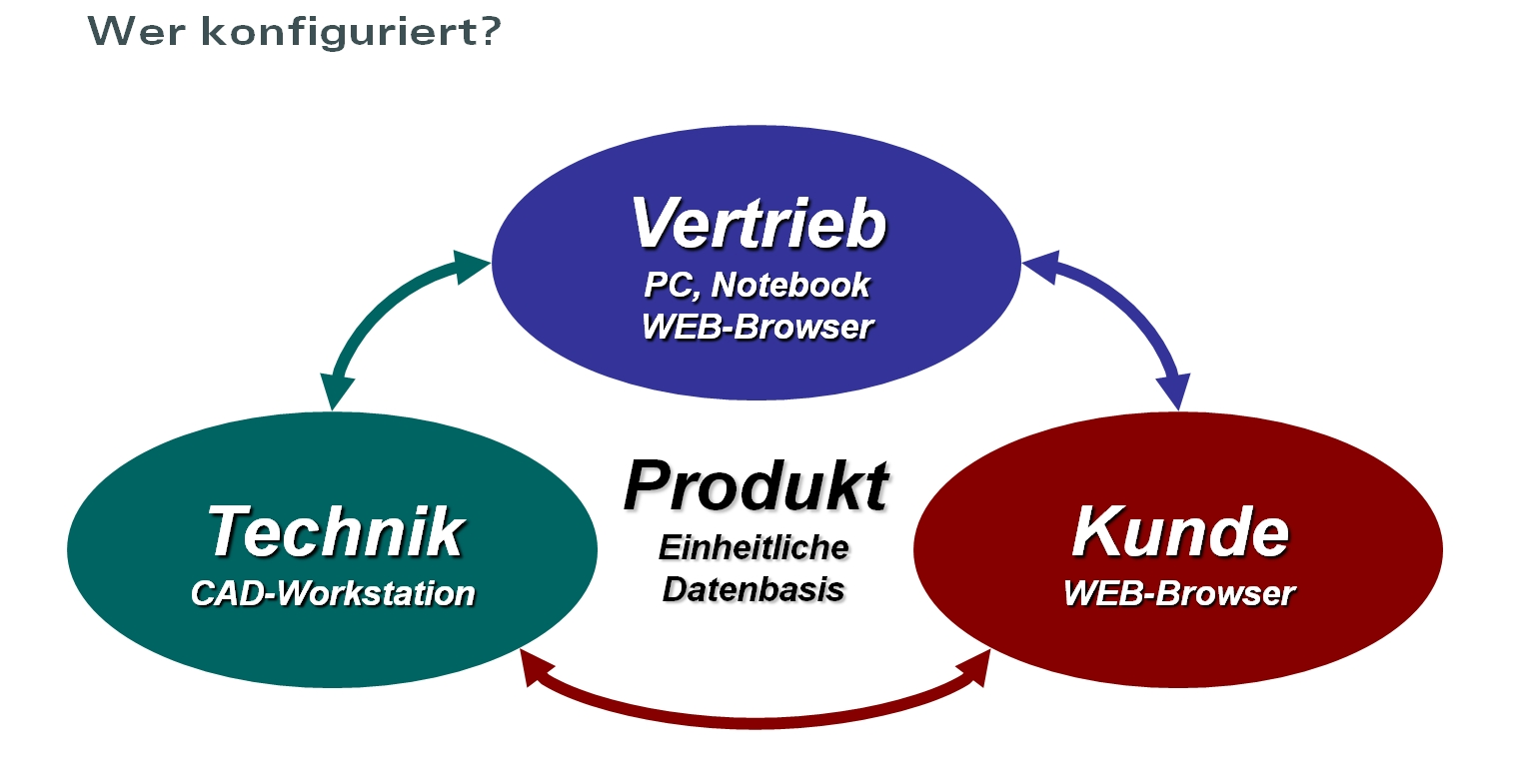
CAD-zentrische Produktkonfiguration, Wer konfiguriert maßgeschneiderte Produkte?

Der Mehrwert dieser Systeme liegt in einer Verbesserung der Wettbewerbsfähigkeit durch:
- die drastische Reduktion des Zeitbedarfs zur Erstellung von kundenspezifischen Angeboten,
- die schnellere Reaktion auf individuelle Kundenwünsche,
- vollständige, einheitliche Angebote, unabhängig vom jeweiligen Anwender,
- die drastische Reduktion des Zeitbedarfs für die kundenspezifische Konstruktion und Projektierung,
- die wesentlich schnellere Bereitstellung aller Produktunterlagen (3D-Modelle, Zeichnungen, Stücklisten, NC-Daten, Angebote usw.),
- die Reduktion von Fehlerkosten,
- die 3D-Visualisierung des individuellen Produktes und
- die Wiederverwendung von Teilen und Komponenten.

#### Konfiguratoren mit 3D-Viewern
Diese Konfiguratoren verwenden zusätzlich 3D-Produktdaten zur Visualisierung. Während der Konfiguration (Merkmalsbewertung) sieht der Anwender sofort in einem 3D-Viewer, wie sich das Produkt auf der Basis seiner Eingaben verändert. Er kann sein Produkt im Viewer interaktiv drehen, vergrößern, verschieben usw. Um einen 3D-Viewer im WEB-Browser verwenden zu können, musste früher ein Browser-Plugin für die Darstellung von 3D-Inhalten installiert werden. Mit der breiten Unterstützung von WebGL, inzwischen auch durch iOS 8 unterstützt, können 3D-Inhalte nun ohne Plug-In im Browser gerendert werden.
Diese Produktdaten stehen am Ende einer Produktkonfiguration zur Verfügung:
- Angebote, Verträge und Produktbeschreibungen (Textverarbeitung und PDF)
- Stücklisten (ASCII, Tabellenkalkulation und PDF)
- Auslegungsdaten (ASCII, Tabellenkalkulation und PDF)
- Bilder und Grafiken (JPEG, GIF, BMP, TIFF, EPS, …)

Anwender dieser Technologie sind:
- Kunden und Interessenten sowie
- Vertriebsmitarbeiter (Außendienst und Innendienst).

Der Mehrwert dieser Systeme liegt in einer Verbesserung der Wettbewerbsfähigkeit durch:
- die sofortige 3D-Visualisierung des individuellen Produktes,
- die drastische Reduktion des Zeitbedarfs zur Erstellung von kundenspezifischen Angeboten,
- die schnellere Reaktion auf individuelle Kundenwünsche,
- vollständige, einheitliche Angebote, unabhängig vom jeweiligen Anwender,
- die wesentlich schnellere Bereitstellung aller Produktunterlagen (Angebote usw.) und
- die Reduktion von Fehlerkosten.

Zusätzlich können auf der Basis des Viewing-Modells auch vollautomatisch native und neutrale 3D-CAD-Daten sowie 2D-Zeichnungen erzeugt werden. Die Produktstruktur des Viewing-Modells wird dazu mit einem sog. 3D-CAD-Master synchronisiert. Im Ergebnis stehen dann alle Daten wie bei der CAD-zentrischen Produktkonfiguration (siehe oben) zur Verfügung. Nachteilig ist hierbei, dass zwei unterschiedliche Datenmodelle notwendig sind: das 3D-Viewing-Modell und das 3D-CAD-Modell. Allerdings lassen sich die gesamten fixen, also unveränderlich Komponenten (die meist den größten Teil eines Produktes ausmachen) aus dem 3D-CAD-System in das 3D-Viewing-System importieren und ohne Nachbearbeitung verwenden. Der Aufbau der veränderlichen 3D-Viewing-Komponenten erfolgt im 3D-Modeller des Viewing-Systems oder mit den Werkzeugen des Plugin-Lieferanten.

## Unterschiede zwischen Produktkonfiguratoren
Produktkonfiguratoren unterscheiden sich in folgenden Merkmalen:
- die Notwendigkeit mit Minimal- oder Maximalstrukturen zu arbeiten, oder auch Mischformen zuzulassen
- unterschiedliche Tiefe der Integrationen in andere Systeme (ERP, PLM, CRM, PDM, Office, CAD …)
- die verfügbaren Betriebsarten in der Kommunikation mit anderen Systemen (z. B. Direkt-Kopplung und/oder Batch-Kopplung)
- unterschiedliche oder einheitliche Datenbasen für verschiedene Anwendergruppen (Vertrieb, Technik, Kunde und Interessent im Internet)
- die Verfügbarkeit von Standard-Schnittstellen (COM, DDE, ODBC, BAPI, WEB-Services, …)
- Aufbau des Regelwerks (z. B. prozedurale Logik, Entscheidungstabellen, Constraint-Solver, Mischformen)
- Definition der Regeln (z. B. fest programmiert, skriptbasiert, grafisch-interaktiv, mit Autorensystem)
- individuell entwickelt oder Standard-Konfigurator, der unternehmensspezifisch implementiert wird
- die möglichen Installationsorte (z. B. lokal auf Rechnern, im Netzwerk oder auf WEB-Servern)
- den Aufwand für die Erzeugung und Publizierung von HTML-Seiten
- die Notwendigkeit zur Verwendung von Browser-Plug-ins oder Applets
- die Notwendigkeit zur Verwendung von weiterer Software
- ein Application Programming Interface (API) zur Erweiterung des Funktionsumfangs
- die Anbindung an Shop-Systeme (CORBA, SOAP, XML-RPC)
- die automatisierte Verarbeitung von Produktstrukturen aus Drittsystemen (XML, …)
- die Möglichkeiten ein Produkt Top-down, Bottom-up oder in Mischformen zu konfigurieren
- die Möglichkeit, das Beziehungswissen/die Logik aus anderen DV-Systemen und/oder Konfiguratoren zu nutzen
- die Möglichkeit, Regelwerk in Excel zu nutzen.

## Patente
Das Verfahren der CAD-zentrischen Produktkonfiguration ist seit dem 12. Oktober 2005 durch das Europäische Patent EP 1 251 444 B1 der Firma Festo AG & Co (Esslingen) geschützt.
Es gibt Anbieter von Konfiguratoren, die für das o. g. Patent ein Mitbenutzungsrecht haben. Am 20. April 2021 ist das Patent auch in Deutschland durch Zeitablauf erloschen. In anderen Ländern ist es schon vorher erloschen oder nie in Kraft getreten.